# Mogami-Klasse (1935)
Die Mogami-Klasse (japanisch 最上型重巡洋艦) war eine Klasse von vier Kreuzern der Kaiserlich Japanischen Marine, die, offiziell als Leichte Kreuzer unter den Beschränkungen des Flottenvertrages von 1930 bezeichnet, von Anfang an mit den gleichen Spezifikationen wie Schwere Kreuzer geplant waren. Die Schiffe der Klasse wurden im Pazifikkrieg eingesetzt.

## Geschichte

### Entwurf
Als Folge der Flottenkonferenz in London im Jahr 1930 wurde Japan eine Beschränkung beim Bau von Schweren Kreuzern auferlegt. Die Grenze, die einen Schweren Kreuzer von einem Leichten Kreuzer unterschied, war einzig das Kaliber der Hauptbewaffnung. Bei einem Kaliber von über 15,5 cm sprach man von einem Schweren, bis 15,5 cm von einem Leichten Kreuzer.
Durch den laufenden massiven Ausbau seiner Schweren Kreuzerflotte hatte Japan keinen Spielraum mehr, weitere Schiffe dieses Typs bauen zu lassen, da die Gesamttonnage, die Japan für Schwere Kreuzer im Vertragswerk vom April 1930 zugestanden wurde, bereits ausgeschöpft war. Der Bau der eigentlich vorgesehenen Schiffe der „Verbesserten Takao-Klasse“, eine Klasse Schwerer Kreuzer, musste daher als Folge der Verträge aufgegeben werden. Um trotzdem weitere Schwere Kreuzer bauen zu können, nutzte man aus, dass das Vertragswerk von London den Ersatz verschiedener Leichter Kreuzer durch Neubauten zuließ, die für sich genommen 10.000 tn.l. nicht überschritten.

### Planung
Zunächst änderte Japan sein eigenes Klassifizierungssystem für Kreuzer vom 30. Mai 1931 an entsprechend. Bis da hin waren die Schiffe nach der Tonnage in „A-Klasse“ über 7.000 Tonnen für Schwere und „B-Klasse“ unter 7.000 Tonnen für Leichte Kreuzer klassifiziert worden. Nach der neuen Definition unterschieden sich A- und B-Klasse nur noch durch das Kaliber der Hauptgeschütze. Bis einschließlich 15,5 cm sprach man nun, unabhängig von der Verdrängung, von „B-Klasse“-Kreuzern. Der Auftrag zum Bau der ersten Schiffe der Mogami-Klasse erging Ende 1931 – mit einer Wasserverdrängung von 8.500 Tonnen.
Die japanischen Konstrukteure wurden angewiesen, den Schiffstyp mit fünf Türmen mit je drei 15,5-cm-Geschützen zu entwickeln. So wurde der Schein eines Leichten Kreuzers zunächst gewahrt. Dennoch sahen die Anforderungen der Marine an die Konstrukteure von Anfang an vor, dass 20,3-cm-Geschütze als Ersatz für die 15,5-cm-Waffen verwendet werden konnten, wenn es nötig sein sollte. Die Aufgaben, welche die Marine den Entwicklern der Mogami-Klasse für die Schiffe im späteren Einsatz vorgab, waren identisch mit denen der „A-Klasse“-Kreuzer.
Die anderen Eigenschaften der bisherigen Schweren Kreuzer, wie Geschwindigkeit, Panzerung und eine schwere Torpedobewaffnung, wurde nahezu vollständig beibehalten. So erhielten die Schiffe je vier Drillingstorpedorohrsätze, eine schwere Panzerung, die dem Beschuss mit 20-cm-Granaten standhalten sollte, und neue Turbinen, die Geschwindigkeiten von 37 Knoten erlauben sollten.
Die offiziell zunächst geforderte und verlautbarte Verdrängung von 8.500 Tonnen war unter diesen Bedingungen nicht einzuhalten. Zwar versuchte man, das Gewicht durch neue Verarbeitungstechniken wie elektrisches Schweißen zu verringern, aber 9.500 Tonnen wurden als realistische Planungsgrundlage betrachtet.

### Verdrängung
Die Wasserverdrängung stieg durch die Umbauten an, so dass für verschiedene Ladungszustände die Verdrängung von Juli 1935 deutlich niedriger war als die von 1940 nach den Umbauten der Schiffe:
- leicht: 10.379 t[6] auf 11.655 t[7]
- Erprobung: 12.981 t auf 14.146 t
- maximal: 13.980 t auf 15.091 t

### Bau
Die vier Schiffe der Klasse wurden im Rahmen des 1. Kreis-Bauprogramms („Maru 1 Keikaku“) von 1931 geordert und 1931 (Mogami und Mikuma), 1933 (Suzuya) und 1936 (Kumano) auf zwei privaten und zwei Staatswerften auf Kiel gelegt. Der Stapellauf erfolgte für drei Einheiten im Jahr 1934 und einer im Jahr 1936. Die ersten beiden Einheiten wurden im zweiten Halbjahr 1935 und die anderen beiden im Oktober 1937 in Dienst gestellt.

## Nachbesserungen und Folgen

### Topplastigkeit und Taifun
Ähnlich den Vorgängerklassen war auch der Entwurf zur Mogami-Klasse an die Grenzen des Umsetzbaren gegangen, so dass wieder eine enorme Topplastigkeit auftrat und sich strukturelle Schwächen des Rumpfes und der neuen, zur Gewichtsersparnis aus Leichtmetall gefertigten, Aufbauten zeigten. Die beiden letzten Schiffe der Klasse, Suzuya und Kumano, wurden noch vor der Übergabe an die Marine modifiziert. Sie erhielten einen kleineren Brückenaufbau und einen zwei Meter breiteren Rumpf, um diese Probleme zu beheben.
Die ersten beiden Schiffe, Mogami und Mikuma, mussten dagegen ein Jahr nach ihrer Fertigstellung zunächst wieder außer Dienst gestellt werden, um sie entsprechend nachzurüsten und Schwachstellen, die durch unsachgemäße Schweißarbeiten entstanden waren, ausbessern zu lassen. Die Mogami hatte in einem Taifun am 21. September 1935 schwere Schäden davongetragen, und das zu Testzwecken veranstaltete Schießen der Hauptartillerie hatte so starke Erschütterungen erzeugt, dass an einigen Stellen Schäden am Schiffskörper aufgetreten waren. Die Barbetten, die unterhalb der Türme die Stützstruktur bildeten, wurden verlängert, um den Rückstoß der Geschütze zum Teil innerhalb ihrer zylindrischen Struktur abzufangen und ihn nicht, wie vorher, direkt auf den Schiffskörper wirken zu lassen. Der Umbau von 1936 bis 1938 erhöhte das Gewicht um weitere 1.120 Tonnen.

### Folgen
Die Daten, die über die Mogami-Klasse bekannt wurden, lösten ein Wettrüsten bei den leichten Kreuzertypen aus und waren verantwortlich für den Bau der US-amerikanischen Brooklyn-Klasse und der britischen Town-Klasse.
Als sich 1939 die Wahrscheinlichkeit eines Krieges zu erhöhen begann, wurden die 15,5-cm-Drillingstürme aller vier Kreuzer schließlich durch 20,3-cm-Zwillingstürme ersetzt.

## Einheiten

### Mogami
Die Mogami wurde im Oktober 1931 in Kure auf Kiel gelegt und lief im März 1934 vom Stapel. Nach einem umfassenden  Werftaufenthalt versah sie ab 1940 ihren regulären Dienst und nahm ab Dezember 1941 an mehreren Operationen während des Pazifikkrieges teil. So war sie Anfang 1942 an der Schlacht in der Sundastraße beteiligt und im August 1942 an der Attacke im Indischen Ozean. Sie wurde am 25. Oktober 1944 bei der Schlacht in der Surigao-Straße durch eine Kollision schwer beschädigt und erlitt auf dem Rückmarsch durch Fliegerbomben weiteren Schaden, so dass sie aufgegeben werden musste.

### Mikuma
Die Mikuma wurde im Dezember 1931 in Nagasaki auf Kiel gelegt und lief im Mai 1934 vom Stapel. Nach kurzer Dienstzeit musste sie zu umfassenden Nachbesserungsarbeiten in die Werft und wurde erst kurz vor Beginn des Pazifikkrieges fertiggestellt. Sie war zu Beginn des Jahres 1942 an der Schlacht in der Sundastraße beteiligt und gehörte später zu den Verbänden, die im Juni 1942 in der Schlacht um Midway kämpften. Beschädigt durch eine Kollision mit der Mogami, wurde die Mikuma zum Ziel amerikanischer Trägerflugzeuge und musste nach mehreren Bombentreffern und Feuern an Bord am 6. Juni aufgegeben werden.

### Suzuya
Die Suzuya wurde im Dezember 1933 in Yokosuka auf Kiel gelegt und lief im November 1934 vom Stapel. Sie nahm an zahlreichen Operationen im Pazifikkrieg teil, wie im Dezember 1941 bei der Jagd nach der Force Z und im November 1942 bei der Beschießung des amerikanischen Flugfeldes auf Guadalcanal. Während der Schlacht von Leyte im Oktober 1944 wurde sie von Fliegerbomben schwer beschädigt und musste nach der Explosion eines ihrer Torpedorohrsätze am 25. Oktober aufgegeben werden.

### Kumano
Die Kumano wurde im April 1934 in Kōbe auf Kiel gelegt und lief im Oktober 1936 vom Stapel. Sie nahm an zahlreichen Operationen im Pazifikkrieg teil und überlebte länger als ihre drei Schwesterschiffe. Im September 1942 und im Juli 1943 wurde sie im Zuge der Schlachten um die Salomonen durch Fliegerbomben leicht beschädigt. In der Schlacht von Leyte im Oktober 1944 wurde sie am Bug von einem Torpedo getroffen, am nächsten Tag von Fliegerbomben beschädigt und einige Tage später von zwei weiteren Torpedos getroffen. Sie musste anschließend zur Reparatur nach Santa Cruz auf Luzon verlegt werden. Dort wurde sie am 25. November 1944 von Trägerflugzeugen angegriffen und versenkt.

## Technische Beschreibung

### Rumpf
Der Rumpf der Kreuzer der Mogami-Klasse, unterteilt in wasserdichte Abteilungen, war über alles 200,6 Meter lang, 18 Meter breit und hatte bei einer Einsatzverdrängung von 15.091 Tonnen einen Tiefgang von 5,5 Metern.

#### Panzerung
Der Panzerschutz setzte sich aus einem bis zu 30 bis 60 mm starken Panzerdeck und einem bis 140 mm starken Gürtelpanzel zusammen.

### Antrieb
Der Antrieb erfolgte durch acht ölbefeuerte Dampferzeuger – Kampon-Kesseln des Yarrow-Typs – und vier Getriebeturbinensätze, mit denen eine Gesamtleistung von 152.000 PS (111.796 kW) erreicht wurde. Diese gaben ihre Leistung an vier Wellen mit je einer Schraube ab. Die Höchstgeschwindigkeit betrug 37 Knoten (69 km/h).

### Bewaffnung

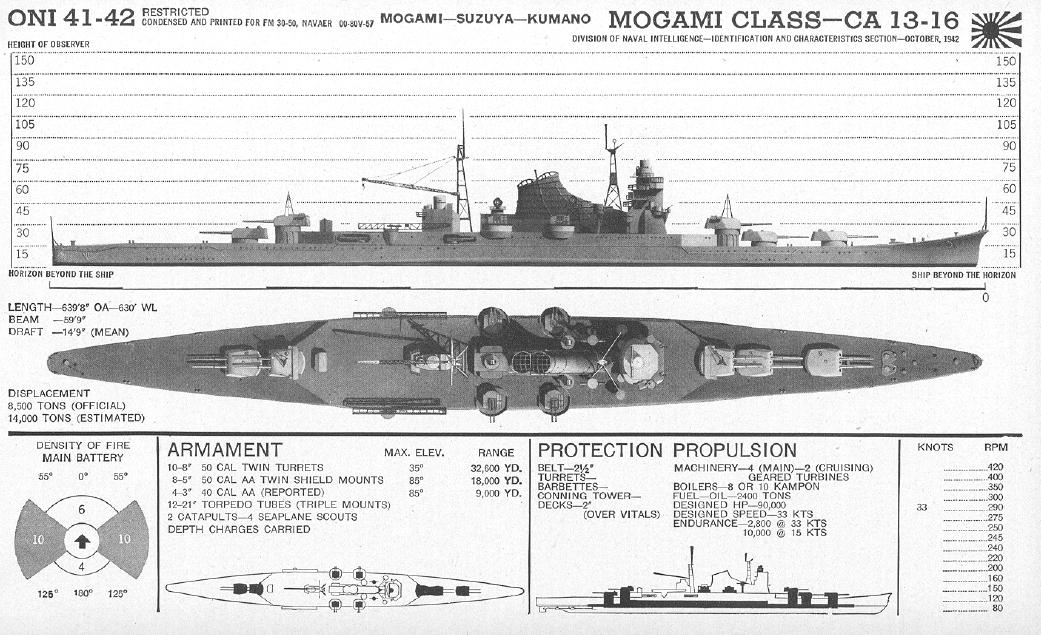
Aufstellung der Bewaffnung, hier schon mit 20,3-cm-Türmen

Die Hauptbewaffnung der Klasse bestand bei Indienststellung aus fünfzehn 15,5-cm-Seezielgeschützen Typ 3 mit Kaliberlänge 60. Dieses 1935 eingeführte Geschütz hatte eine Feuerrate von 5 bis 6 Schuss die Minute und konnte eine 55,9 Kilogramm schwere Granate bis zu 27,4 Kilometer weit schießen. Es war in fünf 180 Tonnen schweren leicht gepanzerten Drillingstürmen untergebracht. Diese waren in Schiffsmittellinie, drei auf dem Vorschiff und zwei auf dem Achterschiff aufgestellt, wobei die zwei inneren Türme (Turm C und D) so angeordnet worden waren, dass sie die/den vorderen überschießen konnten (sog. überhöhte Endaufstellung). Die Türme hatten eine Seitenrichtgeschwindigkeit von 5–6° pro Sekunde, eine Höhenrichtgeschwindigkeit von 10° pro Sekunde und einen Höhenrichtbereich von −7° bis +55°.
Ab 1939 wurden diese durch zehn 20,3-cm-Seezielgeschützen mit Kaliberlänge 50 Typ 3 Nr.2 ersetzt. Diese Geschützen hatten eine Feuerrate von 3 bis 4 Schuss je Minute und konnten eine 125,6 Kilogramm schwere Granate bis zu 29,4 Kilometer weit schießen. Sie waren in bis 175 Tonnen schweren Zwillingstürmen (Modell E2) verbaut. Die Türme hatten eine Seitenrichtgeschwindigkeit von 4° pro Sekunde, eine Höhenrichtgeschwindigkeit von 6° pro Sekunde und einen Höhenrichtbereich von −5° bis +55°. Sie konnten mit entsprechender Munition zur Luftabwehr eingesetzt werden.

#### Schwere Flugabwehr
Die schwere Flugabwehrbewaffnung bestand aus acht 12,7-cm-Geschützen Typ 89 mit Kaliberlänge 40 in vier Doppellafette, je zwei auf der Steuerbord- und Backbordseite mittschiffs Höhe des Schornsteins. Die 12,7-cm-Geschütze erreichten eine Kadenz von rund 8 Schuss pro Minute und die maximale Reichweite betrug etwa 9,4 Kilometer bei 75° Rohrerhöhung. Die 24,5 Tonnen schwere Doppellafette (Typ A1 Model 1) war um 360° drehbar und hatte einen Höhenrichtbereich von −7° bis +75°.

#### Leichte Flugabwehr
Bei Indienststellung bestand die leichte Flugabwehrbewaffnung aus einer Standardausstattung von acht 2,5-cm-Maschinenkanonen Typ 96 in vier Zwillingslafetten mittschiffs und vier 13,2-mm-Maschinengewehren Typ 93 in zwei Zwillingslafetten auf dem Brückenaufbau.
Die 2,5-cm-Maschinenkanonen verschossen im Einsatz rund 110 bis 120 Schuss pro Minute, die effektive Reichweite lag bei etwa 3 Kilometern bei 85° Rohrerhöhung. Die 1,1 Tonnen schweren Zwillingslafetten waren um 360° drehbar und hatte einen Höhenrichtbereich von −10° bis +85°. Die 13,2-mm-Maschinengewehre verschossen im Einsatz rund 250 Schuss pro Minute, die Reichweite lag bei etwa 4,5 Kilometern bei 85° Rohrerhöhung. Die 314 Kilogramm schwere Lafette war um 360° drehbar und hatte einen Höhenrichtbereich von −15° bis +85°.
Leichte Flugabwehrbewaffnung von Schweren Kreuzern der Hauptmächte des Zweiten Weltkrieges, etwa 1941.
| Klasse     | Mogami                    | Admiral Hipper       | Zara                       | Algérie                    | Kirow                     | York                   | New Orleans        |
| ---------- | ------------------------- | -------------------- | -------------------------- | -------------------------- | ------------------------- | ---------------------- | ------------------ |
| Land       | Japan                     | Deutsches Reich      | Italien                    | Frankreich                 | Sowjetunion               | Vereinigtes Königreich | Vereinigte Staaten |
| Flugabwehr | 8 × 2,5 cm 4 × 13,2-mm-MG | 12 × 3,7 cm 8 × 2 cm | 16 × 3,7 cm 8 × 13,2-mm-MG | 4 × 3,7 cm 16 × 13,2-mm-MG | 6 × 4,5 cm 4 × 12,7-mm-MG | 16 × 4 cm              | 8 × 12,7-mm-MG     |

Bedingt durch die starken alliierten Luftstreitkräfte während des Pazifikkrieges kam es zu einer kontinuierlichen Verstärkung der 2,5-cm-Maschinenkanonen und Ersetzen der 13,2-mm-Maschinengewehre durch diese.

#### Torpedos
Die Torpedobewaffnung bestand aus vier Dreifachtorpedorohrsätzen im Kaliber 61 cm, welche Torpedos des Typ 93 verschossen. Diese waren, je zwei an Backbord und Steuerbord, zwischen Höhe des achteren Dreibeinmastes und achterem Geschützturmpaar aufgestellt.

### Sonar
Zur Suche nach U-Booten war ein Echoortungssystem des Typ 93 und einem Hydrophon-Set vom Typ 93 eingerüstet. Dieses Hydrophon-Set bestand aus zwei Gruppen zu je acht Sensoren, eine Gruppe auf jeder Schiffsseite.

## Besatzung
Die Besatzung hatte eine Stärke von 850 Offizieren, Unteroffizieren und Mannschaften, welche sich bis Kriegsende auf Grund der personalintensiven zusätzlich eingerüsteten Flugabwehrbewaffnung erhöhte.